# Nicolás Raimondi
Nicolás Raimondi, vollständiger Name Nicolás Raimondi Schiaffarino, (* 5. September 1984 in Montevideo) ist ein ehemaliger uruguayischer Fußballspieler.

## Karriere

### Verein
Der je nach Quellenlage 1,93 Meter oder 1,96 Meter große Offensivakteur Raimondi entstammt den Nachwuchsmannschaften von Liverpool Montevideo. 2001 spielte er dort im Team der Quinta División und trug zum Gewinn der uruguayischen Meisterschaft mit 33 erzielten Toren bei. Den Gewinn des Landesmeistertitels wiederholte er im Jahr 2002 mit der Mannschaft der Quarta División. Er stand zu Beginn seiner Karriere spätestens seit der Apertura 2002 bei dem seinerzeitigen Zweitligisten Liverpool Montevideo im Profikader. Nach anderen Quellen gehörte er bereits 2001 auch zum Kader der Ersten Mannschaft. In der Saison 2002 lief er in sieben Spielen der Segunda División auf und erzielte einen Treffer. Bei den Montevideanern wird er ebenfalls 2003 in der Primera División und bis in die Apertura 2004 als Mitglied des Kaders geführt. 2004 folgten Karrierestationen bei Deportes Antofagasta in Chile sowie in Italien. Über den italienischen Klub existieren unterschiedliche Angaben. Einerseits wird Ghioggiasottomarina genannt, andere Quellen verweisen auf FBC Unione Venedig. Die uruguayische Zwischensaison 2005 verbrachte er in Reihen des Erstligisten Miramar Misiones. Im selben Jahr war er zudem bei Atlético Universidad in der peruanischen Primera División aktiv. Bei diesen Engagements handelte es sich jeweils um Ausleihen seitens Liverpool Montevideos. In der Clausura und Apertura 2006 spielte er erneut für Liverpool Montevideo in der Primera División. 2007 wird Grêmio Esportivo Brasil als Arbeitgeber geführt. 2008 ist eine Karrierestation bei Avaí FC in Brasilien verzeichnet, bei dem er jedoch kein Ligapflichtspiel absolvierte. In der Apertura und der Clausura 2009 war er Spieler des bolivianischen Vereins Club Universitario Sucre. Dort erzielte Raimondi in jenem Jahr sieben Treffer in der LFPB und bestritt sechs Begegnungen (ein Tor) der Copa Libertadores. In der Saison 2009/10 folgten drei Ligaeinsätze (kein Tor) für den zypriotischen Klub Ermis Aradippou. 2010 stand er erneut bei einem Verein in Bolivien unter Vertrag. Mit 18 Erstligaeinsätzen und fünf Toren trug er beim Club Jorge Wilstermann zum Gewinn des bolivianischen Meistertitels (Torneo Apertura) bei. Ebenfalls 18 Ligaspiele bestritt er in der Saison 2010/11 in Bulgarien für den Verein Lokomotive Plowdiw, an den er sich 2010 gebunden hatte. Vier Treffer weist die Statistik bei den Südosteuropäern für Raimondi aus. Dieses Engagement war zwar aus Sicht des Spielers sportlich ein Gewinn, verlief allerdings in finanzieller Hinsicht enttäuschend. Nach Saisonende in Bulgarien wurde er als Neuverpflichtung bei den Chacarita Juniors gehandelt. Dies konkretisierte sich jedoch nicht. Ein Probetraining bei Swindon Town Anfang August 2011 verlief ohne Ergebnis. Seit Oktober 2011 trainierte er dann zunächst bei Huracán Valencia mit. Anschließend wird über eine Station Raimondis bei The Strongest in Bolivien berichtet. Allerdings wurde eine mit dem Klub getroffene Vereinbarung Anfang Januar 2012 wieder aufgelöst, nachdem sich Raimondi nach Angaben des Vereinspräsidenten Kurt Reintsch geweigert haben soll, einen Medizin-Check durchführen zu lassen bzw. Gerüchte über ein besseres finanzielles Angebot des Konkurrenten Oriente Petrolero aufkamen.
Am 5. Januar 2012, dem Tag der Auflösung des Vertrags mit The Strongest, verpflichtete der FC Cartagena Raimondi. In der Spielzeit 2011/12 lief er seit seinem Debüt am 21. Januar 2012 gegen Recreativo Huelva 15-mal in Spaniens Liga Adelante auf und schoss dabei vier Tore. 2012/13 wurde er bei den Spaniern in 14 Spielen (kein Tor) der Segunda División B (inklusive der beiden Aufstiegsspiele gegen Caudal) aufgestellt. Sein letzter Pflichtspieleinsatz für den spanischen Klub datiert aus dem Aufstiegsspiel gegen Caudal am 2. Juni 2013. Anfang August 2014 wechselte er aus Cartagena zum Erstligaaufsteiger Rampla Juniors. In der Saison 2014/15 wurde er viermal (ein Tor) in der höchsten uruguayischen Spielklasse eingesetzt. Sein Verein stieg jedoch am Saisonende ab. Ende September 2015 schloss er sich dem Zweitligisten Club Atlético Torque an. In der Spielzeit 2015/16 absolvierte er 20 Zweitligapartien und schoss neun Tore. Mitte August 2016 wechselte er innerhalb der Liga zu Deportivo Maldonado. In der Saison 2016 wurde er siebenmal (ein Tor) in der Liga eingesetzt. Danach beendete er seine aktive Laufbahn.

## Erfolge
- Bolivianischer Meister: 2010